# Cerceda (Lugo)
Cerceda (llamada oficialmente San Pedro de Cerceda) es una parroquia y una aldea española del municipio de Corgo, en la provincia de Lugo, Galicia.

## Organización territorial
La parroquia está formada por cuatro entidades de población, constando tres de ellas en el nomenclátor del Instituto Nacional de Estadística español:
- Cardexo
- Carpanzal
- Cerceda
- Veiga (A Veiga)

## Demografía

### Parroquia
| Gráfica de evolución demográfica de Cerceda (parroquia) entre 2000 y 2019 |
|                                                                           |
| Datos según el nomenclátor publicado por el INE.                          |

### Aldea
| Gráfica de evolución demográfica de Cerceda (aldea) entre 2000 y 2019 |
|                                                                       |
| Datos según el nomenclátor publicado por el INE.                      |